# Kymmene härad
Kymmene härad var ett härad i Viborgs län, därefter i Kymmene län.
Ytan (landsareal) var 3418,3 km² 1910; häradet hade 31 december 1908 64.632 invånare med en befolkningstäthet av 18,9 km².

## Ingående kommuner
De ingående landskommunerna var 1910 som följer:
- Hogland, finska: Suursaari
- Kymmene, finska: Kymi
- Miehikkälä
- Pyttis,  finska: Pyhtää
- Sippola (Sippula)
- Säkkijärvi (Säkjärvi)
- Tytterskär, finska: Tytärsaari
- Veckelax, finska: Vehkalahti
- Vederlax, finska: Virolahti

Aspö avskildes från Kymmene 1913, Ylämaa från Säkkijärvi 1929. Hogland, Tytterskär, huvuddelen av Säkkijärvi samt delar av Vederlax och Ylämaa avträddes till Sovjetunionen efter fortsättningskriget. Sippola överfördes till det nybildade Kouvola härad 1949. Karhula köping bröts ut ur Kymmene 1951 och införlivades tillsammans med denna kommun i Kotka stad 1977; Aspö införlivades i Kotka 1974.